# Ruottaniitty-Siikanotko
Ruottaniitty-Siikanotko este o arie protejată (arie specială de conservare — SAC, sit de importanță comunitară — SCI) din Finlanda întinsă pe o suprafață de 9 ha, integral pe uscat.

## Localizare
Centrul sitului Ruottaniitty-Siikanotko este situat la coordonatele 61°50′05″N 24°03′47″E / 61.8347°N 24.0631°E.

## Înființare
Situl Ruottaniitty-Siikanotko a fost declarat sit de importanță comunitară în mai 2002 pentru a proteja un număr necunoscut de specii din flora spontană și fauna sălbatică aflate în arealul zonei. Situl a fost protejat și ca arie specială de conservare în aprilie 2015.

## Biodiversitate
Situată în ecoregiunea boreală, aria protejată conține 3 habitate naturale: Izvoare fino-scandinave și mlaștini produse de izvoare bogate în minerale, Mlaștini alcaline, Mlaștini împădurite.
La baza desemnării sitului se află un număr nedeclarat de specii protejate.
Pe lângă speciile protejate, pe teritoriul sitului au mai fost identificate 2 specii de plante, 3 specii de nevertebrate.